# Hodentastuntersuchung
Die Hodentastuntersuchung oder Hodenpalpation ist eine Tastuntersuchung des äußeren Genitales des Mannes.

## Vorgehen
Beim stehenden Patienten werden zunächst die Hoden und Nebenhoden und anschließend der Samenstrang seitengetrennt palpiert (abgetastet). Hierbei kann mit dem Finger bis zum äußeren Leistenring getastet werden. Im Rahmen dieser Untersuchung wird der Patient zum Husten oder Pressen aufgefordert, um das Vorliegen eines Leistenbruches zu untersuchen.

## Sinn und Zweck
Bei der Hodentastuntersuchung handelt es sich um eine der wichtigsten urologischen Untersuchungen.
Sie dient vor allem der Erkennung des Hodenkrebses. Daneben lassen sich Varikozelen (Krampfaderbildung), Hydrozelen (Wasserbruch), Spermatozelen (Erweiterung von Samenkanälen am Nebenhoden), Entzündungen des Hodens (Orchitis) und Nebenhodens (Epididymitis) sowie Leistenbrüche erkennen. Bei Kindern dient sie darüber hinaus zur Untersuchung des vollständigen Descensus testis (Vorhandensein beider Hoden im Hodensack).

## Selbstuntersuchung ab 15 Jahren
Da die Hoden aufgrund ihrer Lage außerhalb der Bauchhöhle gut zugänglich sind, lässt sich die Tastuntersuchung der Hoden besonders einfach durchführen. Die Expertenverbände Deutsche Krebshilfe und die Deutsche Krebsgesellschaft raten dazu, die Selbstuntersuchung ab 15 Jahren einmal im Monat beim Baden oder Duschen vorzunehmen. Sie sollte von Männern bis 40 Jahren durchgeführt werden. Bei der Selbstuntersuchung seien die Hoden „vorsichtig abzutasten sowie vor allem auf Knoten und andere Veränderungen zu achten“. Im Falle von Veränderungen der Hoden oder Beschwerden sei dann unbedingt ein Urologe aufzusuchen.